# Temistocle Bernardi
Temistocle Bernardi (L'Aquila, 23 agosto 1871 – Roma, 17 febbraio 1962) è stato un diplomatico e politico italiano.

## Biografia
Nato all'Aquila nel 1871 e laureatosi in giurisprudenza a Bologna, iniziò la carriera diplomatica nel 1900, andando in Egitto, Brasile, Argentina, Tunisia, Irlanda, Stati Uniti d'America e Uruguay; nel 1939 gli fu concesso il titolo onorifico di ambasciatore. In quello stesso anno fu nominato senatore del Regno d'Italia ed entrò a far parte della commissione affari esteri. Con la caduta del regime fascista fu deferito all'Alta corte di giustizia per le sanzioni contro il fascismo e nel 1944 ne fu ordinata la decadenza dalla carica, confermata con sentenza della Corte suprema di cassazione del 1948. Morì a Roma nel 1962.